# Campionati europei di atletica leggera 2010 - Eptathlon
La competizione si è svolta tra il 30 e il 31 luglio 2010.

## Podio
| #       | Atleta              | Nazionalità |
| ------- | ------------------- | ----------- |
| Oro     | Jessica Ennis       | Regno Unito |
| Argento | Natalija Dobryns'ka | Ucraina     |
| Bronzo  | Jennifer Oeser      | Germania    |

## Record
Prima di questa competizione, il record del mondo (RM), il record europeo (EU) ed il record dei campionati (RC) sono i seguenti:
| Record                | Prestazione | Atleta                           | Data                                  | Competizione                                  |
| --------------------- | ----------- | -------------------------------- | ------------------------------------- | --------------------------------------------- |
| Record mondiale       | 7291 punti  | Jackie Joyner-Kersee Stati Uniti | 24 settembre 1988 Seul, Corea del Sud | Giochi della XXIV Olimpiade                   |
| Record europeo        | 7032 punti  | Carolina Klüft Svezia            | 26 agosto 2007 Osaka, Giappone        | Campionati del mondo di atletica leggera 2007 |
| Record dei campionati | 6740 punti  | Carolina Klüft Svezia            | 8 agosto 2006 Göteborg, Svezia        | Campionati europei di atletica leggera 2006   |

## Scheda
| Data           | Tempo | Gara                   |
| -------------- | ----- | ---------------------- |
| 30 luglio 2010 | 11:00 | 100 metri ostacoli     |
| 30 luglio 2010 | 12:05 | Salto in alto          |
| 30 luglio 2010 | 18:45 | Getto del peso         |
| 30 luglio 2010 | 20:55 | 200 metri              |
| 31 luglio 2010 | 11:15 | Salto in lungo         |
| 31 luglio 2010 | 16:15 | Lancio del giavellotto |
| 31 luglio 2010 | 20:45 | 800 metri              |
| 31 luglio 2010 |       | Classifica finale      |

## Risultati

### 100 metri ostacoli

#### Batteria 1
| Pos. | Corsia | Nome                           | Nazionalità | Reazione        | Tempo | Note | Punti |
| ---- | ------ | ------------------------------ | ----------- | --------------- | ----- | ---- | ----- |
| 1    | 4      | Natalija Dobryns'ka            | Ucraina     |                 | 13.59 | SB   | 1037  |
| 2    | 7      | Jessica Samuelsson             | Svezia      |                 | 14.28 |      | 939   |
| 3    | 2      | Jana Maksimava                 | Bielorussia |                 | 14.40 | SB   | 923   |
| 4    | 5      | Eliška Klučinová               | Rep. Ceca   |                 | 14.42 |      | 920   |
| 5    | 6      | Nadja Casadei                  | Svezia      |                 | 14.43 |      | 918   |
| 6    | 1      | Ida Marcussen                  | Norvegia    |                 | 14.56 | SB   | 901   |
| 7    | 3      | Helga Margrét Thorsteinsdóttir | Islanda     |                 | 14.95 |      | 848   |
| N.D. | 8      | Jolanda Keizer                 | Paesi Bassi |                 | DSQ   |      | –     |
|      |        |                                |             | Vento: −1.6 m/s |       |      |       |

#### Batteria 2
| Pos. | Corsia | Nome               | Nazionalità | Tempo di reazione | Tempo | Note | Punti |
| ---- | ------ | ------------------ | ----------- | ----------------- | ----- | ---- | ----- |
| 1    | 3      | Karolina Tymińska  | Polonia     |                   | 13.54 | PB   | 1044  |
| 2    | 4      | Sofía Ifadídou     | Grecia      |                   | 13.60 | SB   | 1036  |
| 3    | 5      | Bárbara Hernando   | Spagna      |                   | 13.69 | PB   | 1023  |
| 4    | 2      | Grit Šadeiko       | Estonia     |                   | 13.84 | SB   | 1001  |
| 5    | 6      | Ljudmyla Josypenko | Ucraina     |                   | 13.94 |      | 987   |
| 6    | 8      | Claudia Rath       | Germania    |                   | 13.96 | PB   | 984   |
| 7    | 1      | Aryiró Stratáki    | Grecia      |                   | 14.03 |      | 974   |
| 8    | 9      | Marina Gončarova   | Russia      |                   | 14.04 |      | 973   |
| 9    | 7      | Jana Panteleeva    | Russia      |                   | 14.29 |      | 938   |
|      |        |                    |             | Vento: +0.2 m/s   |       |      |       |

#### Batteria 3
| Pos | Corsia | Nome                       | Nazionalità | Tempo di reazione | Tempo | Note | Punti |
| --- | ------ | -------------------------- | ----------- | ----------------- | ----- | ---- | ----- |
| 1   | 4      | Jessica Ennis              | Regno Unito |                   | 12.95 |      | 1132  |
| 2   | 6      | Jennifer Oeser             | Germania    |                   | 13.37 | PB   | 1069  |
| 3   | 3      | Sara Aerts                 | Belgio      |                   | 13.38 |      | 1068  |
| 4   | 1      | Antoinette Nana Djimou Ida | Francia     |                   | 13.40 | SB   | 1065  |
| 5   | 9      | Maren Schwerdtner          | Germania    |                   | 13.63 |      | 1031  |
| 6   | 5      | Tat'jana Černova           | Russia      |                   | 13.73 |      | 1017  |
| 7   | 8      | Hanna Mel'nyčenko          | Ucraina     |                   | 13.84 |      | 1001  |
| 8   | 7      | Linda Züblin               | Svizzera    |                   | 13.92 |      | 990   |
| 9   | 2      | Kateřina Cachová           | Rep. Ceca   |                   | 13.96 |      | 984   |
|     |        |                            |             | Vento: −1.0 m/s   |       |      |       |

### Salto in alto
| Pos  | Atleta                         | Nazionalità | Risultato | Punti | Note |
| ---- | ------------------------------ | ----------- | --------- | ----- | ---- |
| 1    | Jessica Ennis                  | Regno Unito | 1.89      | 1093  |      |
| 2    | Ljudmyla Josypenko             | Ucraina     | 1.86      | 1054  | SB   |
| 3    | Hanna Mel'nyčenko              | Ucraina     | 1.86      | 1054  | =PB  |
| 4    | Natalija Dobryns'ka            | Ucraina     | 1.86      | 1054  | =PB  |
| 5    | Jana Maksimava                 | Bielorussia | 1.83      | 1016  |      |
| 6    | Jennifer Oeser                 | Germania    | 1.83      | 1016  | SB   |
| 7    | Tat'jana Černova               | Russia      | 1.83      | 1016  | SB   |
| 8    | Marina Gončarova               | Russia      | 1.83      | 1016  | PB   |
| 9    | Eliška Klučinová               | Rep. Ceca   | 1.80      | 978   |      |
| 9    | Jana Panteleeva                | Russia      | 1.80      | 978   | PB   |
| 11   | Claudia Rath                   | Germania    | 1.80      | 978   | SB   |
| 12   | Kateřina Cachová               | Rep. Ceca   | 1.77      | 941   |      |
| 13   | Sara Aerts                     | Belgio      | 1.74      | 903   | SB   |
| 13   | Ida Marcussen                  | Norvegia    | 1.74      | 903   |      |
| 15   | Jessica Samuelsson             | Svezia      | 1.74      | 903   | SB   |
| 15   | Maren Schwerdtner              | Germania    | 1.74      | 903   | SB   |
| 15   | Karolina Tymińska              | Polonia     | 1.74      | 903   | SB   |
| 18   | Jolanda Keizer                 | Paesi Bassi | 1.74      | 903   | =SB  |
| 19   | Sofia Iadídou                  | Grecia      | 1.71      | 867   | PB   |
| 19   | Grit Šadeiko                   | Estonia     | 1.71      | 867   | =PB  |
| 21   | Antoinette Nana Djimou Ida     | Francia     | 1.71      | 867   |      |
| 21   | Aryiró Stratáki                | Grecia      | 1.71      | 867   |      |
| 23   | Bárbara Hernando               | Spagna      | 1.68      | 830   | PB   |
| 24   | Helga Margrét Thorsteinsdóttir | Islanda     | 1.65      | 795   |      |
| 25   | Linda Züblin                   | Svizzera    | 1.62      | 759   | SB   |
| N.D. | Nadja Casadei                  | Svezia      |           |       | DNS  |

### Getto del peso
| Pos  | Atleta                         | Nazionalità | #1    | #2    | #3    | Risultato | Punti | Note |
| ---- | ------------------------------ | ----------- | ----- | ----- | ----- | --------- | ----- | ---- |
| 1    | Natalija Dobryns'ka            | Ucraina     | 15.88 | 15.01 | 15.48 | 15.88     | 920   | SB   |
| 2    | Jolanda Keizer                 | Paesi Bassi | 13.71 | 14.93 | 14.97 | 14.97     | 859   |      |
| 3    | Jessica Samuelsson             | Svezia      | 13.88 | 14.29 | 14.20 | 14.29     | 813   |      |
| 4    | Karolina Tymińska              | Polonia     | 13.57 | 14.08 | X     | 14.08     | 799   |      |
| 5    | Eliška Klučinová               | Rep. Ceca   | 14.05 | 13.10 | 14.01 | 14.05     | 797   |      |
| 6    | Jessica Ennis                  | Regno Unito | 13.49 | 13.11 | 14.05 | 14.05     | 797   |      |
| 7    | Jana Panteleeva                | Russia      | 13.78 | 13.85 | 13.59 | 13.85     | 784   |      |
| 8    | Tat'jana Černova               | Russia      | 13.47 | 13.82 | 13.35 | 13.82     | 782   | PB   |
| 9    | Jennifer Oeser                 | Germania    | 13.31 | 12.71 | 13.82 | 13.82     | 782   | SB   |
| 10   | Antoinette Nana Djimou Ida     | Francia     | 12.99 | 13.67 | 13.39 | 13.67     | 772   |      |
| 11   | Maren Schwerdtner              | Germania    | 13.56 | X     | X     | 13.56     | 765   |      |
| 12   | Hanna Mel'nyčenko              | Ucraina     | 12.89 | 13.28 | 12.98 | 13.28     | 746   | SB   |
| 13   | Aryiró Stratáki                | Grecia      | 13.20 | 13.18 | X     | 13.20     | 741   |      |
| 14   | Sara Aerts                     | Belgio      | 12.79 | 12.83 | 13.13 | 13.13     | 736   |      |
| 15   | Marina Gončarova               | Russia      | 13.09 | 13.12 | 13.00 | 13.12     | 735   |      |
| 16   | Jana Maksimava                 | Bielorussia | 13.10 | 12.99 | X     | 13.10     | 734   |      |
| 17   | Linda Züblin                   | Svizzera    | 12.63 | 13.05 | 12.35 | 13.05     | 731   |      |
| 18   | Ljudmyla Josypenko             | Ucraina     | X     | 12.08 | 12.98 | 12.98     | 726   |      |
| 19   | Ida Marcussen                  | Norvegia    | X     | 12.45 | 12.77 | 12.77     | 712   |      |
| 20   | Helga Margrét Thorsteinsdóttir | Islanda     | 12.44 | 12.74 | X     | 12.74     | 710   |      |
| 21   | Sofia Iadídou                  | Grecia      | 12.25 | 12.08 | 12.59 | 12.59     | 700   |      |
| 22   | Claudia Rath                   | Germania    | 12.41 | 12.12 | 12.18 | 12.41     | 688   | PB   |
| 23   | Bárbara Hernando               | Spagna      | 12.05 | 11.50 | X     | 12.05     | 664   | PB   |
| 24   | Kateřina Cachová               | Rep. Ceca   | 10.61 | 11.25 | 11.07 | 11.25     | 612   | SB   |
| 25   | Grit Šadeiko                   | Estonia     | 10.38 | 10.78 | 10.35 | 10.78     | 581   |      |
| N.D. | Nadja Casadei                  | Svezia      | –     | –     | –     | DNS       | –     |      |

### 200 metri

#### Batteria 1
| Pos  | Corsia | Nome                           | Nazionalità | Tempo | Punti | Note |
| ---- | ------ | ------------------------------ | ----------- | ----- | ----- | ---- |
| 1    | 7      | Jessica Samuelsson             | Svezia      | 24.53 | 930   |      |
| 2    | 1      | Grit Šadeiko                   | Estonia     | 24.99 | 888   |      |
| 3    | 3      | Jana Panteleeva                | Russia      | 25.34 | 856   | PB   |
| 4    | 2      | Bárbara Hernando               | Spagna      | 25.98 | 799   |      |
| 5    | 4      | Jana Maksimava                 | Bielorussia | 26.03 | 795   |      |
| N.D. | 5      | Helga Margrét Thorsteinsdóttir | Islanda     | –     | –     | DNS  |
| N.D. | 6      | Nadja Casadei                  | Svezia      | –     | –     | DNS  |
| N.D. | 8      | Jolanda Keizer                 | Paesi Bassi | –     | –     | DNS  |

#### Batteria 2
| Pos | Corsia | Nome                       | Nazionalità | Tempo | Punti | Note |
| --- | ------ | -------------------------- | ----------- | ----- | ----- | ---- |
| 1   | 7      | Natalija Dobryns'ka        | Ucraina     | 24.23 | 959   | PB   |
| 2   | 6      | Maren Schwerdtner          | Germania    | 24.37 | 945   | SB   |
| 3   | 5      | Kateřina Cachová           | Rep. Ceca   | 24.76 | 909   | PB   |
| 4   | 3      | Antoinette Nana Djimou Ida | Francia     | 24.97 | 890   |      |
| 5   | 4      | Eliška Klučinová           | Rep. Ceca   | 25.09 | 879   |      |
| 6   | 8      | Ida Marcussen              | Norvegia    | 25.20 | 869   | SB   |
| 7   | 2      | Aryiró Stratáki            | Grecia      | 24.43 | 848   |      |
| 8   | 1      | Sofía Ifadídou             | Grecia      | 25.58 | 834   |      |
| 9   | 9      | Marina Gončarova           | Russia      | 25.61 | 832   |      |

#### Batteria 3
| Pos | Corsia | Nome               | Nazionalità | Tempo | Punti | Note |
| --- | ------ | ------------------ | ----------- | ----- | ----- | ---- |
| 1   | 3      | Jessica Ennis      | Regno Unito | 23.21 | 1058  | SB   |
| 2   | 6      | Karolina Tymińska  | Polonia     | 23.77 | 1003  | SB   |
| 3   | 8      | Jennifer Oeser     | Germania    | 24.07 | 974   | PB   |
| 4   | 9      | Tat'jana Černova   | Russia      | 24.15 | 966   | SB   |
| 5   | 4      | Claudia Rath       | Germania    | 24.55 | 929   |      |
| 6   | 5      | Sara Aerts         | Belgio      | 24.62 | 922   |      |
| 7   | 1      | Ljudmyla Josypenko | Ucraina     | 24.63 | 921   | SB   |
| 8   | 2      | Hanna Mel'nyčenko  | Ucraina     | 24.83 | 902   |      |
| 9   | 7      | Linda Züblin       | Svizzera    | 25.06 | 881   |      |

### Salto in lungo
| Pos  | Atleta                         | Nazionalità | Risultato | Punti | Note |
| ---- | ------------------------------ | ----------- | --------- | ----- | ---- |
| 1    | Jennifer Oeser                 | Germania    | 6.68      | 1066  | PB   |
| 2    | Natalija Dobryns'ka            | Ucraina     | 6.56      | 1027  | SB   |
| 3    | Claudia Rath                   | Germania    | 6.44      | 988   |      |
| 4    | Jessica Ennis                  | Regno Unito | 6.43      | 985   |      |
| 5    | Tat'jana Černova               | Russia      | 6.42      | 981   |      |
| 6    | Maren Schwerdtner              | Germania    | 6.34      | 956   | PB   |
| 7    | Ida Marcussen                  | Norvegia    | 6.30      | 943   | =SB  |
| 8    | Eliška Klučinová               | Rep. Ceca   | 6.30      | 943   | PB   |
| 9    | Jessica Samuelsson             | Svezia      | 6.26      | 930   |      |
| 10   | Jana Panteleeva                | Russia      | 6.23      | 921   |      |
| 11   | Sara Aerts                     | Belgio      | 6.17      | 902   | SB   |
| 12   | Ljudmyla Josypenko             | Ucraina     | 6.14      | 893   |      |
| 13   | Kateřina Cachová               | Rep. Ceca   | 6.12      | 887   | SB   |
| 14   | Karolina Tymińska              | Polonia     | 6.11      | 883   |      |
| 15   | Grit Šadeiko                   | Estonia     | 6.10      | 880   |      |
| 16   | Marina Gončarova               | Russia      | 6.06      | 868   |      |
| 17   | Linda Züblin                   | Svizzera    | 5.99      | 846   | SB   |
| 18   | Sofia Iadídou                  | Grecia      | 5.89      | 816   |      |
| 19   | Aryiró Stratáki                | Grecia      | 5.82      | 795   |      |
| 20   | Bárbara Hernando               | Spagna      | 5.67      | 750   |      |
| 21   | Jana Maksimava                 | Bielorussia | 5.61      | 732   |      |
| 22   | Antoinette Nana Djimou Ida     | Francia     | 5.45      | 686   |      |
| N.D. | Hanna Mel'nyčenko              | Ucraina     | NM        | –     |      |
| N.D. | Jolanda Keizer                 | Paesi Bassi |           |       | DNS  |
| N.D. | Helga Margrét Thorsteinsdóttir | Islanda     |           |       | DNS  |

### Lancio del giavellotto
| Pos | Atleta              | Nazionalità | #1    | #2    | #3    | Risultato | Punti | Note |
| --- | ------------------- | ----------- | ----- | ----- | ----- | --------- | ----- | ---- |
| 1   | Sofia Ifadídou      | Grecia      | 52.52 | 51.36 | x     | 51.36     | 909   | SB   |
| 2   | Tat'jana Černova    | Russia      | 41.88 | 50.22 | 48.18 | 50.22     | 864   |      |
| 3   | Marina Gončarova    | Russia      | 42.85 | 49.47 | x     | 49.47     | 850   |      |
| 4   | Linda Züblin        | Svizzera    | 47.14 | 49.36 | 47.17 | 49.36     | 848   |      |
| 5   | Natalija Dobryns'ka | Ucraina     | 45.75 | 49.25 | 47.04 | 49.25     | 846   | PB   |
| 6   | Jennifer Oeser      | Germania    | 49.17 | 47.45 | 45.60 | 49.17     | 844   | PB   |
| 7   | Ljudmyla Josypenko  | Ucraina     | 37.27 | 46.92 | 38.57 | 46.92     | 801   |      |
| 8   | Jessica Ennis       | Regno Unito | 46.71 | 45.28 | 45.71 | 46.71     | 796   | PB   |
| 9   | Ida Marcussen       | Norvegia    | 38.01 | 45.09 | 45.44 | 45.44     | 772   |      |
| 10  | Grit Šadeiko        | Estonia     | 40.16 | 45.27 | x     | 45.27     | 769   |      |
| 10  | Maren Schwerdtner   | Germania    | 39.21 | 45.27 | 41.61 | 45.27     | 769   | SB   |
| 12  | Eliška Klučinová    | Rep. Ceca   | 43.90 | 44.07 | 38.71 | 44.07     | 746   |      |
| 13  | Kateřina Cachová    | Rep. Ceca   | 34.63 | 42.22 | 39.03 | 42.22     | 710   | SB   |
| 14  | Aryiró Stratáki     | Grecia      | 41.88 | 40.84 | 39.96 | 41.88     | 703   |      |
| 15  | Jana Panteleeva     | Russia      | 41.67 | x     | x     | 41.67     | 699   |      |
| 16  | Jana Maksimava      | Bielorussia | 39.19 | 40.65 | 41.29 | 41.29     | 692   |      |
| 17  | Sara Aerts          | Belgio      | 40.30 | 36.35 | 38.45 | 40.30     | 673   | =PB  |
| 18  | Claudia Rath        | Germania    | 38.88 | 39.13 | x     | 39.13     | 651   |      |
| 19  | Jessica Samuelsson  | Svezia      | 35.43 | 38.61 | x     | 38.61     | 641   | PB   |
| 20  | Hanna Mel'nyčenko   | Ucraina     | x     | x     | 37.87 | 37.87     | 626   |      |
| 21  | Bárbara Hernando    | Spagna      | 35.25 | 33.50 | 35.84 | 35.84     | 588   |      |
| 22  | Karolina Tymińska   | Polonia     | 31.98 | 35.43 | 34.02 | 35.43     | 580   | SB   |

### 800 metri

#### Batteria 1
| Pos | Corsia | Nome               | Nazionalità | Tempo   | Punti | Note |
| --- | ------ | ------------------ | ----------- | ------- | ----- | ---- |
| 1   | 2      | Karolina Tymińska  | Polonia     | 2:06.43 | 1018  | SB   |
| 2   | 4      | Jessica Samuelsson | Svezia      | 2:08.25 | 990   |      |
| 3   | 7      | Jana Maksimava     | Bielorussia | 2:11.29 | 946   | PB   |
| 4   | 8      | Ida Marcussen      | Norvegia    | 2:12.46 | 929   | SB   |
| 5   | 5      | Jana Panteleeva    | Russia      | 2:15.69 | 883   |      |
| 6   | 6      | Sara Aerts         | Belgio      | 2:15.90 | 880   | PB   |
| 7   | 9      | Kateřina Cachová   | Rep. Ceca   | 2:16.79 | 868   | SB   |
| 8   | 1      | Linda Züblin       | Svizzera    | 2:17.54 | 857   |      |
| 9   | 3      | Sofia Ifadídou     | Grecia      | 2:18.64 | 842   |      |
| 10  | 1      | Grit Šadeiko       | Estonia     | 2:23.64 | 775   |      |

#### Batteria 2
| Pos | Corsia | Nome                | Nazionalità | Tempo   | Punti | Note |
| --- | ------ | ------------------- | ----------- | ------- | ----- | ---- |
| 1   | 4      | Jessica Ennis       | Regno Unito | 2:10.18 | 962   | SB   |
| 2   | 7      | Natalija Dobryns'ka | Ucraina     | 2:12.06 | 935   | PB   |
| 3   | 5      | Jennifer Oeser      | Germania    | 2:12.28 | 932   | SB   |
| 4   | 1      | Eliška Klučinová    | Rep. Ceca   | 2:12.82 | 924   | PB   |
| 5   | 2      | Marina Gončarova    | Russia      | 2:13.66 | 912   |      |
| 6   | 9      | Claudia Rath        | Germania    | 2:15.24 | 889   |      |
| 7   | 3      | Tat'jana Černova    | Russia      | 2:15.45 | 886   |      |
| 8   | 6      | Ljudmyla Josypenko  | Ucraina     | 2:19.97 | 824   |      |
| 9   | 8      | Maren Schwerdtner   | Germania    | 2:21.86 | 798   |      |

### Classifica finale
| Place   | Atleta                         | Nazione     | Punti | Note       |
| ------- | ------------------------------ | ----------- | ----- | ---------- |
| Oro     | Jessica Ennis                  | Regno Unito | 6823  | CR, WL, PB |
| Argento | Natalija Dobryns'ka            | Ucraina     | 6778  | PB         |
| Bronzo  | Jennifer Oeser                 | Germania    | 6683  | PB         |
| 4       | Karolina Tymińska              | Polonia     | 6230  | SB         |
| 5       | Ljudmyla Josypenko             | Ucraina     | 6206  |            |
| 6       | Eliška Klučinová               | Rep. Ceca   | 6187  |            |
| 7       | Marina Gončarova               | Russia      | 6186  | SB         |
| 8       | Maren Schwerdtner              | Germania    | 6167  | PB         |
| 9       | Jessica Samuelsson             | Svezia      | 6146  | PB         |
| 10      | Claudia Rath                   | Germania    | 6107  | PB         |
| 11      | Sara Aerts                     | Belgio      | 6084  | PB         |
| 12      | Jana Panteleeva                | Russia      | 6059  |            |
| 13      | Ida Marcussen                  | Norvegia    | 6029  | SB         |
| 14      | Sofía Ifadídou                 | Grecia      | 6004  | PB         |
| 15      | Linda Züblin                   | Svizzera    | 5912  |            |
| 16      | Kateřina Cachová               | Rep. Ceca   | 5911  | PB         |
| 17      | Jana Maksimava                 | Bielorussia | 5838  |            |
| 18      | Grit Šadeiko                   | Estonia     | 5761  |            |
| N.D.    | Aryiró Stratáki                | Grecia      | DNF   |            |
| N.D.    | Bárbara Hernando               | Spagna      | DNF   |            |
| N.D.    | Hanna Mel'nyčenko              | Ucraina     | DNF   |            |
| N.D.    | Helga Margrét Thorsteinsdóttir | Islanda     | DNF   |            |
| N.D.    | Nadja Casadei                  | Svezia      | DNF   |            |
| N.D.    | Antoinette Nana Djimou Ida     | Francia     | DNF   |            |
| N.D.    | Jolanda Keizer                 | Paesi Bassi | DNF   |            |
| dq      | Tat'jana Černova               | Russia      | 6512  |            |